# U-60号潜艇 (1916年)
陛下之60号潜艇是德意志帝国海军建造的一艘潜艇或称U艇。它由不来梅的威悉船厂承建，于1916年7月5日下水，至同年11月1日交付使用。U-60号是在第一次世界大战期间服役的329艘德国潜艇之一，曾参加过大西洋潜艇战。在其十次巡逻中，共击沉52艘协约国或中立国商船，容积总吨达107940吨。战后，U-60号于1918年11月21日被引渡至英国正式投降，并于1921年在转运至斯旺西拆解的途中搁浅报废。 

## 设计
作为战时动员型潜艇的组成部分，U-60号的技术参数与早前同厂生产的U-57至U-59号批次大致相同，但在推进力、航速和续航里程上有显著提高。它的全长为67米；舷宽6.32米，当中的耐压壳体宽为4.05米；有3.74米的吃水深度。艇只的水上排水量为768吨，水下为956吨。
U-60号搭载有可在水上使用的两台猛狮六缸四冲程柴油发动机，总功率为2,400匹公制馬力（1,765千瓦特）；以及可在水下使用的西门子-舒克特双电动发电机，总功率为1,200匹公制馬力（883千瓦特）。这些发动机用以驱动双轴、每根轴各一个的直径1.6米长螺旋桨，从而使艇只在水上的最高速度达16.5節（30.6每小時），在水下的最高航速为每小时8.4節（15.6每小時）。艇只可以8節（15每小時）的速度在水上巡航11,400海里（21,100），或以5節（9.3每小時）的速度在水下巡航49海里（91）。它的潜航深度为50米。
U-60号装备了四具直径为500毫米的鱼雷发射管，其中艏、艉各两具，并可携带合共七枚鱼雷。作为辅助武器的甲板炮则由一门88毫米30倍径速射炮和一门105毫米45倍径速射炮组成。其标准船员编制为4名军官及32名水兵。

## 历史
U-60号是由德意志帝国海军于1914年10月6日向不来梅的威悉船厂订购。它自1915年7月13日开始铺设龙骨，1916年6月20日下水，至同年9月7日在首任艇长、海军上尉卡尔格奥尔格·舒斯特的指挥下正式交付使用，并被编入驻黑尔戈兰岛的第二潜艇区舰队。在舒斯特之后，卡尔·雅斯佩上尉（1917年11月1日－20日）和弗朗茨·格吕纳特上尉（1917年11月21日－1918年11月11日）也曾相继担任U-60号艇长。
第一次世界大战期间，U-60号在北海和北大西洋东部进行过十次巡逻，共击沉容积总吨达107940吨的52艘、以及击伤4艘9348总吨的协约国或中立国商船。被U-60号击沉的最大型船舶是搭载部队和武器（6153总吨）的英国货轮阿马代尔号（Armadale）。1917年6月27日，该船在从曼彻斯特前往萨洛尼卡的途中，在爱尔兰托里岛西北约160海里（300）处遭到袭击，共造成3人罹难。
U-60号在战争中幸存了下来，没有被击沉。战后，根据对德停战协议的要求，该艇于1918年11月21日移交英国，并在哈维奇正式向协约国投降。1919年3月3日，英国海军部以2410英镑的价格将其售予乔治·科恩（不含发动机）。至1921年，U-60号在被转运至斯旺西拆解报废的途中，于英格兰东部海岸附近搁浅，并就此遭到遗弃。

## 袭击历史摘要
| 日期           | 船名                | 船籍   | 吨位 （容积总吨） | 结局 |
| -------------- | ------------------- | ------ | ----------------- | ---- |
| 1917年2月4日   | 加齐号              | 英国   | 5084              | 击沉 |
| 1917年2月5日   | 勒克斯号            | 英国   | 2621              | 击沉 |
| 1917年2月5日   | 沃利·皮克林号       | 英国   | 4196              | 击沉 |
| 1917年2月7日   | 斯托尔斯克格号      | 挪威   | 2191              | 击沉 |
| 1917年2月14日  | 奥普穆尔号          | 英国   | 3740              | 击沉 |
| 1917年2月17日  | 达尔比蒂号          | 挪威   | 1327              | 击沉 |
| 1917年2月17日  | 伊奥罗号            | 英国   | 3840              | 击沉 |
| 1917年2月21日  | 特库因号            | 英国   | 132               | 击沉 |
| 1917年3月29日  | 奥斯号              | 挪威   | 637               | 击沉 |
| 1917年4月4日   | 多明戈号            | 意大利 | 2131              | 击沉 |
| 1917年4月5日   | 洪德瓦戈号          | 挪威   | 1901              | 击伤 |
| 1917年4月6日   | 马里恩号            | 挪威   | 1587              | 击沉 |
| 1917年4月7日   | 鲑鱼号              | 英国   | 1721              | 击沉 |
| 1917年4月16日  | 玛丽王后号          | 英国   | 5658              | 击沉 |
| 1917年4月19日  | 霍斯角号            | 英国   | 4440              | 击沉 |
| 1917年4月20日  | 托尔角号            | 英国   | 5911              | 击沉 |
| 1917年4月23日  | 天鹅号              | 丹麦   | 1807              | 击沉 |
| 1917年6月10日  | 克兰阿尔卑斯号      | 英国   | 3587              | 击沉 |
| 1917年6月17日  | 圣母号              | 意大利 | 649               | 击沉 |
| 1917年6月19日  | 布鲁克比号          | 英国   | 3679              | 击沉 |
| 1917年6月27日  | 阿马代尔号          | 英国   | 6153              | 击沉 |
| 1917年7月29日  | 阿列克谢储君号      | 俄罗斯 | 2387              | 击沉 |
| 1917年7月30日  | 犬号                | 挪威   | 526               | 击沉 |
| 1917年8月9日   | 阿格尼号            | 瑞典   | 1010              | 击沉 |
| 1917年8月9日   | 输出号              | 俄罗斯 | 2712              | 击沉 |
| 1917年9月22日  | 吉祥物号            | 法國   | 199               | 击沉 |
| 1917年9月23日  | 荣耀号              | 法國   | 51                | 击沉 |
| 1917年9月23日  | 亨利·利比特号       | 美国   | 895               | 击沉 |
| 1917年9月23日  | 热纳·玛蒂尔德号     | 法國   | 58                | 击沉 |
| 1917年9月25日  | 爱德华·德塔耶号     | 法國   | 2185              | 击沉 |
| 1917年9月29日  | 好首号              | 法國   | 1352              | 击沉 |
| 1917年9月29日  | 尤金妮娅·福特雷尔号 | 法國   | 2212              | 击沉 |
| 1917年9月29日  | 珀西·B号            | 加拿大 | 330               | 击沉 |
| 1917年10月1日  | 圣皮埃尔号          | 法國   | 277               | 击沉 |
| 1917年10月2日  | 尤金·路易丝号       | 法國   | 283               | 击伤 |
| 1917年10月3日  | 圣安托万号          | 法國   | 217               | 击沉 |
| 1917年10月3日  | 斯特拉号            | 法國   | 219               | 击沉 |
| 1917年12月11日 | 吟游诗人号          | 挪威   | 709               | 击沉 |
| 1917年12月12日 | 圣克罗伊号          | 挪威   | 2530              | 击沉 |
| 1917年12月19日 | 英格丽二号          | 挪威   | 1145              | 击沉 |
| 1917年12月22日 | 洪斯布鲁克号        | 英国   | 4463              | 击伤 |
| 1918年2月21日  | 福金号              | 瑞典   | 1667              | 击沉 |
| 1918年2月25日  | 阿波罗号            | 丹麦   | 242               | 击沉 |
| 1918年3月3日   | 诺思菲尔德号        | 英国   | 2099              | 击沉 |
| 1918年3月4日   | 夸尔内罗号          | 意大利 | 3237              | 击沉 |
| 1918年4月28日  | 普瓦捷号            | 法國   | 2045              | 击沉 |
| 1918年4月28日  | 里姆法克泽号        | 挪威   | 1119              | 击沉 |
| 1918年4月29日  | 圣沙蒙号            | 法國   | 2866              | 击沉 |
| 1918年5月2日   | 无绕号              | 英国   | 3018              | 击沉 |
| 1918年5月4日   | 波尔布雷号          | 英国   | 1087              | 击沉 |
| 1918年5月5日   | 薇拉·伊丽莎白号     | 英国   | 180               | 击沉 |
| 1918年7月13日  | 普劳斯沃思号        | 英国   | 4724              | 击沉 |
| 1918年7月17日  | 哈尔塞伍德号        | 英国   | 2701              | 击伤 |
| 1918年7月17日  | 圣乔治号            | 法國   | 633               | 击沉 |
| 1918年7月20日  | 双子座号            | 英国   | 2128              | 击沉 |
| 1918年7月20日  | 奥福德内斯号        | 英国   | 2790              | 击沉 |

## 脚注
1. ↑  Gröner，第8-10頁.
2. 1 2  Helgason, Guðmundur. . German and Austrian U-boats of World War I - Kaiserliche Marine - Uboat.net.   [12 January 2015].
3. 1 2  Helgason, Guðmundur. . German and Austrian U-boats of World War I - Kaiserliche Marine - Uboat.net.   [12 January 2015].
4. 1 2  Helgason, Guðmundur. . German and Austrian U-boats of World War I - Kaiserliche Marine - Uboat.net.   [12 January 2015].
5. ↑  Helgason, Guðmundur. . German and Austrian U-boats of World War I - Kaiserliche Marine - Uboat.net.   [12 January 2015].
6. 1 2 3  陈进，第71頁.
7. ↑  Herzog，第48頁.
8. ↑  Herzog，第68頁.
9. ↑  Helgason, Guðmundur. . German and Austrian U-boats of World War I - Kaiserliche Marine - Uboat.net.   [2021-09-15].
10. ↑  Herzog，第90頁.
11. ↑  Dodson & Cant，第124頁.
12. ↑  Helgason, Guðmundur. . German and Austrian U-boats of World War I - Kaiserliche Marine - Uboat.net.   [12 January 2015].